# Lijst van organisten van de Onze-Lieve-Vrouwekathedraal van Antwerpen
Voor de Franse Revolutie waren er drie orgels in de Onze-Lieve-Vrouwekathedraal van Antwerpen : het kathedraalorgel en twee orgels die behoorden tot de kapellen van de twee broederschappen. De Onze-Lieve-Vrouwe Broederschap (OLV) werd opgericht in 1478. De Broederschap van het Heilig Sacrament (HS) dateert van 1672. Ze hadden elk hun eigen organisten, hoewel vaak een organist optrad voor de verschillende broederschappen. Waar bekend is aangegeven aan welk orgel de organist verbonden was. Geen aanduiding betekent meestal dat de datum betrekking heeft op de aanstelling aan het hoofdorgel.

## Tot aan de verheffing tot kathedraal (1559)
- 1433 – Jan Van Lare
- 1493 – 1501 Henri Bredeniers
- 1503 - 1529 Jacob Van Doren (Van Doirne, Van Doorne, Doerne)
- 1514 (OLV) – 1516 Benedictus de Opitiis (de Opiciis)
- 1529 – 1543 Hendrick Perck
- 1552 – 1556 Kerstiaen de Moryn (Christian de Morien, Chrétien de Morien)

## Van 1559 tot aan de kerksluiting in 1797
- 1557 (OLV) – 1581 Servaes van der Meulen
- 1585 - 1615 Rombout Waelrant
- 1615 (OLV) 1617 – 1628 John Bull
- 1628 – 1661 Hendrik Liberti
- 1666 (K) 1669 (OLV) – 1687 (K) (OLV) Jozef Rouwels
- 1687 (OLV) - 1702 (OLV) Walter Delien (Deleije)
- 1702 (OLV) – 1743 (OLV) Jean-Charles Govaerts
- 1704 (K) 1717 (OLV) – 1721 (HS) Jacques La Fosse
- 1721 (HS) – 1726 Dieudonné Raick (Rijck, de Rijcke)
- 1725 (HS) 1726 - Johan Adam Joseph Faber
- 1743 - 1786 (OLV) Gommaire-François de Trazegnies
- 1757 - 1764 Dieudonné Raick
- 1765 - 1803 Pieter Joseph van den Bosch
- 1786 (OLV) 1803 (HS) 1804 – François-Joseph de Trazegnies

## Titularis-organisten vanaf de heropening in 1802
- 1843 - 1853 Karel Delin
- 1855 – 1901 Joseph Callaerts
- 1901 – 1926 Gustaaf Brees
- 1926 – 1962 Alex Papen
- 1962 – 2002 Stanislas Deriemaeker
- 2002 - Peter Van de Velde